# Papravənd
Papravənd est un village situé dans le raion d'Agdam en Azerbaïdjan.

## Géographie
Le village est situé à 7 km au sud d'Aghdara et traversé par la route qui conduit à Agdam au sud.

## Histoire
Situé hors de l'oblast autonome du Haut-Karabagh à l'époque soviétique, le village, rebaptisé Nor Karmiravan (en arménien : Նոր Կարմիրավան), passe sous contrôle arménien lors de la première guerre du Haut-Karabagh et est administré dans le cadre de la région de Martakert de la république du Haut-Karabagh. La population s'élevait à 44 habitants en 2005.
Le 20 novembre 2020, conformément à l'accord de cessez-le-feu mettant fin à la deuxième guerre du Haut-Karabagh, le raïon d'Agdam, auquel appartient le village, est restitué à l'Azerbaïdjan.

## Personnes notables
- Faig Aghayev - Héros national d'Azerbaïdjan[4].
- Ramiz Abbasli - auteur azerbaïdjanais, traducteur de fiction[5].